# Aaron O'Connell
Aaron O’Connell, né à Dayton en Ohio, le 8 avril 1986, est un acteur américain. Il s'est fait connaître en interprétant le rôle de Wyatt Craver dans la série The Haves And The Have Nots.
Il a épousé en 2018 la mannequin Natalie Pack 

## Biographie
Aaron O’Connell a grandi avec trois sœurs Amy, Abby and Anna. Son père, Mark Alan O'Connell, ancien joueur de l'équipe de football américain les Bengals de Cincinnati et sa mère, Kathryn O'Connell, se sont rencontrés à l'Université en Ohio. Son grand-père, Wayne, était pianiste et lui a appris à jouer le piano très jeune. En grandissant Aaron s'est essayé à plusieurs sports incluant le football, le basketball et le baseball.
Il a terminé le lycée en 2004 à Indianapolis et pendant qu'il étudiait la santé, le fitness et la nutrition à l'Université Purdue, il signa un contrat avec Ford Models à Chicago en Illinois. Il a connu un rapide succès en tant que mannequin ce qui lui a permis de déménager à New-York où il a travaillé avec GQ, Vanity Fair, Carolina Herrera, German Vogue, French Vogue, Hanes, Lucky Brand Jeans, Abercrombie & Fitch and Jockey. Il fut repéré par le producteur Tyler Perry qui lui a offert un rôle dans sa première série télévisée The Haves And The Have Nots en 2013.

### Autre
En 2013, il a obtenu sa licence de pilote privé, puis est devenu pilote aux instruments en 2014. Lorsqu'il prend une pause dans le secteur du divertissement, il adore voler pour l'association caritative "Pilots 'N Paws", qui transporte des chiens depuis des abris à leurs nouvelles familles.

## Filmographie

### Séries
- 2013 - 2020 : The Haves and the Have Nots : Wyatt Cryer
- 2017 : L’Arme fatale, épisode  Club Dorothy : Derek
- 2018 : NCIS : Enquêtes spéciales, épisode  Mona Lisa  : Jordan Peralta, coach de Torres

### Téléfilm
- 2021 : Un Noël saupoudré d'amour : Noah Winters
- 2018 : Runnin' from My Roots : Gavin Whitfield
- 2018 : Black Water : Ellis
- 2017 : Coup de foudre pour mon Père Noël secret : Donovan Godwin
- 2016 : Romance secrète à Noël : Scott
- 2015 : Un prince pour Noël : Todd
- 2015 : Les 12 cadeaux de Noël de Peter Sullivan (en) : Marc Rehnquist
- 2023 : Et Rachel créa l'homme parfait ! (Made for Each Other) : Clay

## Voix Française
- Adrien Antoine :  Les 12 cadeaux de Noël (2015) : Marc Rehnquist